# 倒披针观音座莲
倒披针觀音座蓮（学名：Angiopteris oblanceolata），为觀音座蓮科觀音座蓮屬下的一个植物种。

## 分布
中國海南島。